# NGC 5443
NGC 5443 ist eine Balken-Spiralgalaxie vom Hubble-Typ SBb im Großen Bär am Nordsternhimmel. Sie ist schätzungsweise 86 Millionen Lichtjahre von der Milchstraße entfernt und hat einen Durchmesser von etwa 65.000 Lj.

Im selben Himmelsareal befinden sich u. a. die Galaxien NGC 5422 und NGC 5475.
Das Objekt wurde am 14. April 1789 von dem Astronomen William Herschel mithilfe seines 18,7 Zoll-Spiegelteleskops entdeckt.